# David Turnbull
David Turnbull (Stark County, 18 de fevereiro de 1915 — Cambridge, 28 de abril de 2007) foi um físico estadunidense, especialista em ciência dos materiais.